# Vert-en-Drouais
Vert-en-Drouais è un comune francese di 1 118 abitanti situato nel dipartimento dell'Eure-et-Loir nella regione del Centro-Valle della Loira.

## Società

### Evoluzione demografica
Abitanti censiti